# 天主教阿巴教區
天主教阿巴教區（拉丁語：Dioecesis Abana）是尼日利亞一個羅馬天主教教區，屬奧韋里總教區。
1990年4月2日升為教區。教區於2011年時有教友123,000人（佔轄區人口3.9%）、五十七個堂區和116名司鐸。現任教區主教為奧斯定·恩杜布埃塞-埃徹馬。